# 洛斯坦特 (伊利諾伊州)
洛斯坦特（英語：Lostant）是位於美國伊利諾伊州拉薩爾縣的一個村落。

## 地理
洛斯坦特的座標為41°08′32″N 89°03′41″W / 41.14222°N 89.06139°W，而該地最高點為海拔高度211米（即692英尺）。

## 人口
根據2010年美國人口普查的數據，洛斯坦特的面積為2.91平方千米，當中陸地面積為2.91平方千米，而水域面積為0.00平方千米。當地共有人口498人，而人口密度為每平方千米171人。